# Soldathemmet vid Livgardet
Soldathemmet vid Livgardet har sedan 1877 bedrivit verksamhet för svenska soldater och deras anhöriga, vilket gjort dem till Sveriges äldsta soldathemsförening. Soldathemmet ligger utanför Livgardets grindar i Kungsängen och riktar in sin verksamhet för att nå värnpliktiga rekryter, deras anhöriga, soldater i utlandstjänst och medlemmar till organisationer som är knutna till Försvarsmakten, men välkomnar även civilbefolkningen.
Soldathemmet har ett bibliotek och det finns även möjlighet att titta på film, spela TV-spel, pingis, biljard och sällskapsspel. Det finns en välförsedd militär- och friluftslivs-butik som soldathemmet själva driver. Cafeterian erbjuder mat och fika och lånar ut sina lokaler till bland annat arbetssammankomster, föreningsmöten och andakt. Det finns även en garnisonspastor till förfogande för samtal.

## Historia

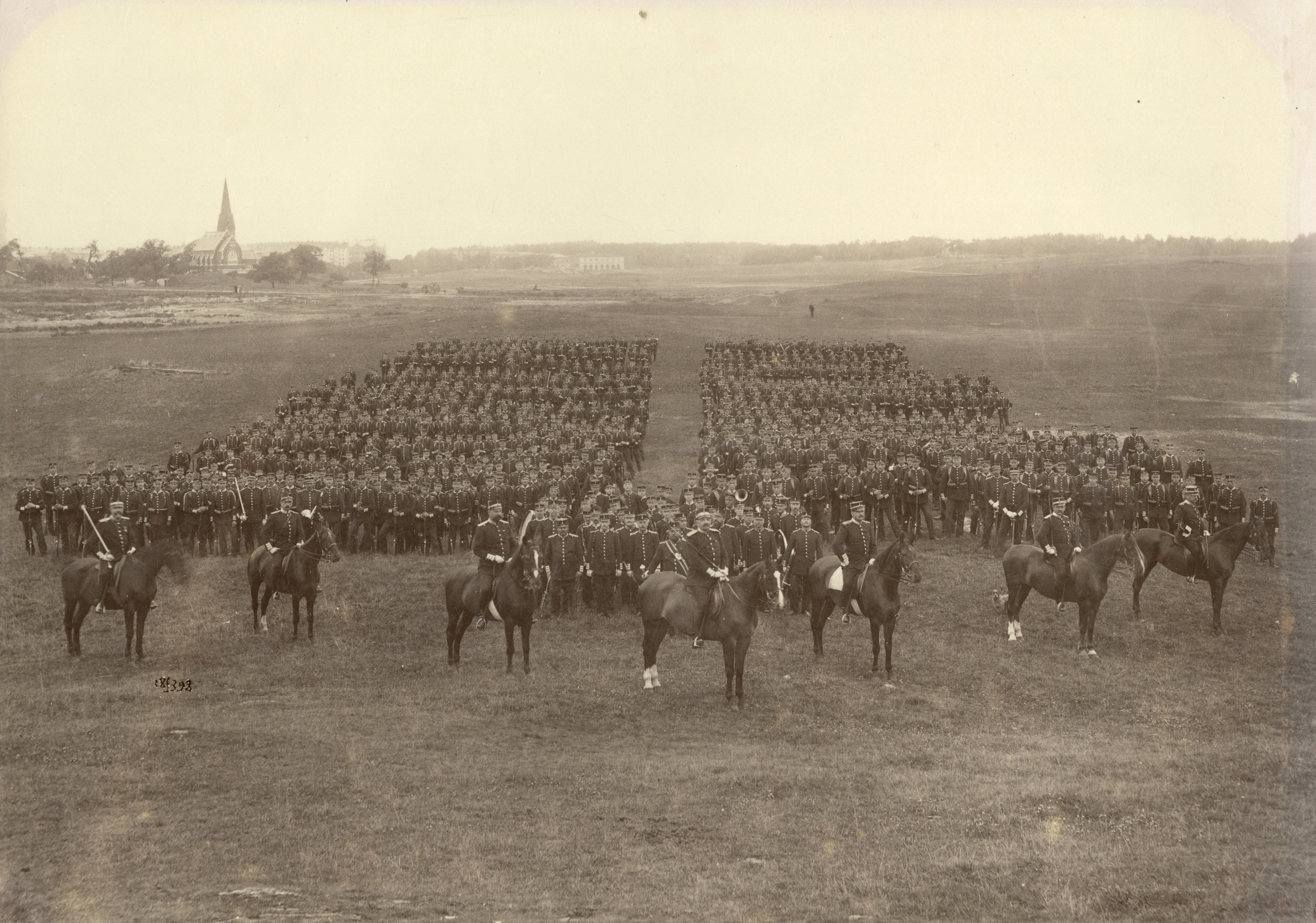
Grupporträtt av Svea livgarde I 1 på Ladugårdsgärde år 1896, i bakgrunden Gustav Adolfskyrkan

År 1876 började makarna Carl August Andersson och Natalie von Meijerhelm på lördagskvällarna samla soldater i en gammal krogsal i Stockholms fattigkvarter. Dessa sammankomster erbjöd soldaterna ett annat alternativ till fritidssysselsättning än dryckenskapen. 
Året därpå (1877) samlades en grupp människor för ett sammanträde i Hushållsskolan Cronius sällskapsvåning på Jakobsbergsgatan i Stockholm för att diskutera åtgärder för att bistå och stötta stockholmsgarnisonens personal. Det blir grunden för Föreningen Soldaternas Vänner.
Föreningen var Sveriges första soldathemsförening och blev föregångare till flera andra soldathem på olika platser runt om i landet. År 1899 hade det bildats så många föreningar att man ansåg det nödvändigt att bilda ett riksförbund, Förbundet Soldaternas Vänner.
Sedan år 1970 finns soldathemmet i anslutning till regementet vid Kungsängen. När regementet omorganiserades var styrelsen för soldathemmet överens om att hemmet skulle följa med för soldaternas skull efter att ha bedrivit verksamhet på flera andra platser sedan 1877. Soldathemmet ligger några hundra meter utanför regementets grindar. Utanför på gräset finns en minigolfbana.